# Rixen

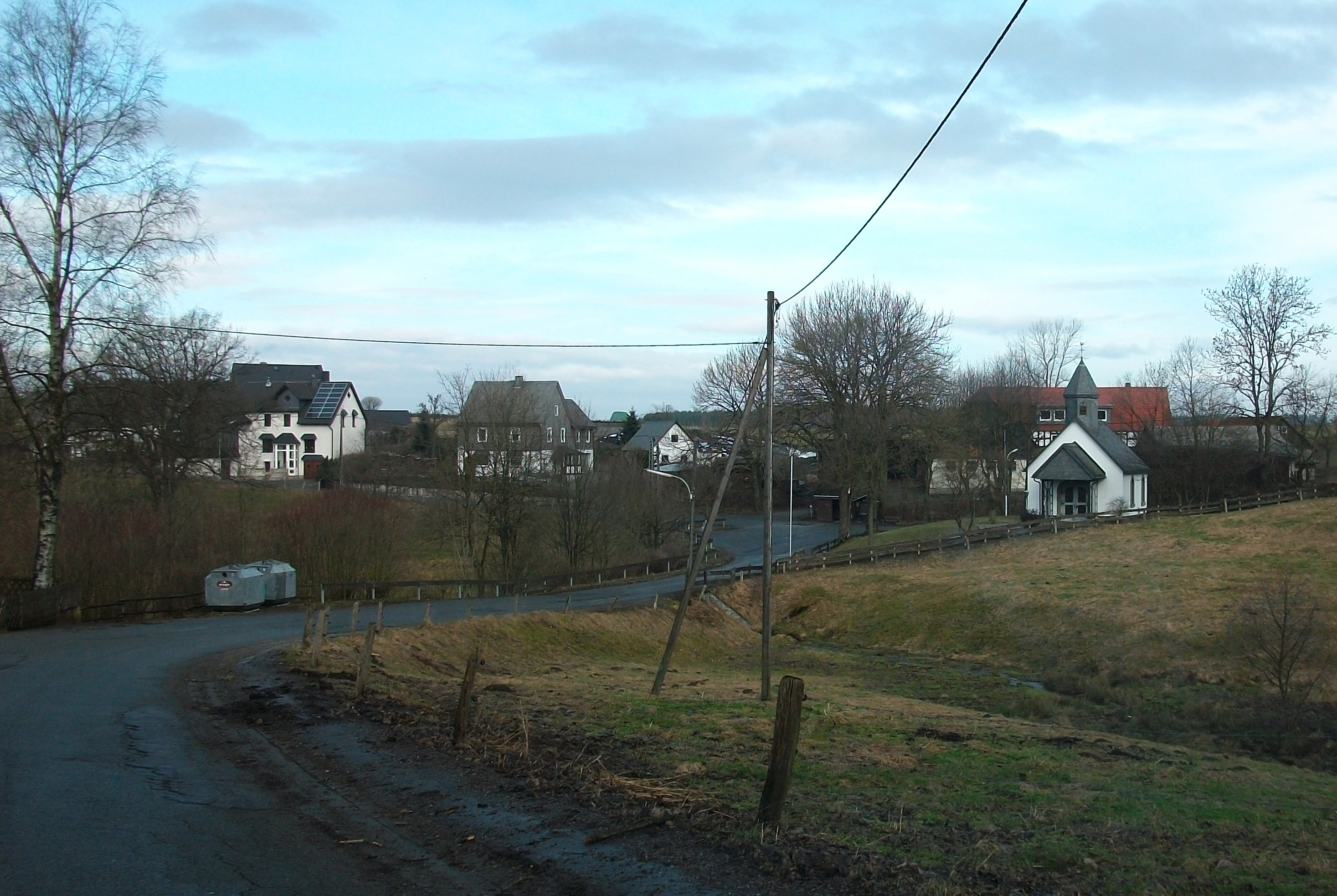
Rixen

Das dörfliche Rixen ist ein nordwestlicher Ortsteil der Stadt Brilon im nordrhein-westfälischen Hochsauerlandkreis, Deutschland. Die bis Ende 1974 selbstständige Gemeinde hatte zum 31. Dezember 2021 110 Einwohner.

## Geographie
Rixen liegt etwa 4,5 km nordwestlich der Kernstadt an dem alten Handelsweg zwischen Brilon und Soest, den sogenannten Soestweg. Der Ort selbst liegt an einem kleinen Wasserlauf, der etwa 750 m westlich des Dorfes in die Glenne mündet. Umgeben ist die auf einer Höhenlage von 460 bis 494 m ü. NN liegende Ortschaft von bis zu 519 m hohen Erhebungen.
Nachbarortschaften sind das etwa 2 km nordöstlich gelegene Scharfenberg, das 2,8 km südwestlich gelegene Esshoff und das 2,9 km im Süden liegende Altenbüren. Das Stadtzentrum Brilons liegt etwa 5 km südöstlich von Rixen. Nordöstlich von Rixen erstreckt sich ein ausgedehntes Waldgebiet, hinter dem in 6,7 km Luftlinie der Rüthener Ortsteil Kallenhardt liegt.
Direkt westlich der Bebauung liegt das Landschaftsschutzgebiet Feuchtgrünland um Rixen.

## Geschichte
Rixen lag unmittelbar am Soestweg, ein alter Handelsweg zwischen den im Mittelalter bedeutenden Städten Soest und Brilon. Erstmals urkundlich erwähnt wurde der Ort 1313 als Richwardinchusen im Güterverzeichnis des Grafen von Arnsberg. Ein Tilmann von Richwardeshusen wird als Richter in Brilon 1347 genannt. In der Folgezeit war der Ort mehrmals wüst. Belegt ist, das der Ort 1482 zur Briloner Mark gehörte und alle Wiesen und Äcker, die bestellt wurden, wegen der Briloner Kirche, zehntpflichtig nach Soest waren. Auch zwang der Dreißigjährige Krieg 1634 die Bewohner ihr Dorf zu verlassen. Danach lag das Dorf 18 Jahre wüst. Drei Hausleute siedelten sich 1652 an, bis 1837 entwickelte sich die Siedlung durch Acker- und Viehwirtschaft auf 17 Häuser mit 106 Einwohnern.
Rixen war ursprünglich im Besitz der Grafen von Arnsberg. Verlehnt war der Ort an die Grafen von Honrode aus der Nähe von Soest. Das Geschlecht ist ausgestorben.
Nach der Auflösung des Kurfürstentums Köln kam Rixen zusammen wie das übrige Herzogtum Westfalen 1802 an die Landgrafschaft Hessen-Darmstadt und 1816 an Preußen. 1837 wurde Rixen als selbstständige Gemeinde dem Amt Thülen zugewiesen.
Ab Januar 1945 gab es in Rixen fast täglich Fliegeralarm. Am 25. März 1945 wurde ein Stab der Organisation Todt (OT) ins Dorf verlegt und Rixen glich nun einem Heerlager. Als am 29. März die Einnahme von Brilon durch US-Truppen gemeldet wurde, fuhr kurz darauf die Kolonne der OT Richtung Paderborn ab, um bald zurückzukehren, da man auf der Straße Möhneburg–Alme US-Panzer entdeckte. In der Nacht erfolgte nun der Abmarsch Richtung Rüthen. Am 30. März tauchte eine Kompanie des Volkssturm Freikorps Sauerland aus dem Raum Arnsberg-Neheim auf, um Rixen zu verteidigen. Gleichzeitig durchzogen versprengte deutsche Soldaten, deutsche Evakuierte und ausländische Gefangene das Dorf. Am nächsten Tag verstärkten 30 Wehrmachtssoldaten den Volkssturm. Am ersten Ostertag, dem 1. April, fuhren kurz zwei US-Motorräder ins Dorf und verschwanden wieder, ohne dass die Wache des Volkssturms reagierte. Am zweiten Ostertag beschoss leichte US-Artillerie die Umgebung des Dorfes. Um 15 Uhr zog der Volkssturm Richtung Eßhoff ab. Gegen 15:30 Uhr erreichten US-Truppen mit Panzern Rixen, wobei sie übers Feld fuhren, um den Straßensperren zu umgehen. Die deutschen Soldaten eröffneten mit dem Maschinengewehr das Feuer und setzte auch Panzerfäuste ein. Bis zum Eintritt der Dunkelheit wurde die Wehrmacht aus dem Dorf gedrängt. Einige deutsche Soldaten wurden dabei gefangen genommen. Auch mehrere Gebäude wurden beschädigt bzw. gerieten in Brand. Eine Woche hielten sich US-Verbände im Dorf auf und beschossen den nördlich gelegenen Wald, da die US-Truppen dort Panzer und Waffen-SS vermutete. Erst am 8. April durchkämmten US-Soldaten mit Panzern den nördlich liegenden Wald und rückten später ab. Es wurden etliche Gefangene aus Wehrmacht, Volkssturm und Reichsarbeitsdienst gemacht. Wegen des angrenzenden großen Waldgebiets mit Versteckmöglichkeiten erschienen immer wieder US-Streifen im Dorf. Deshalb kam es in Rixen nicht zu Plünderungen von ehemaligen Gefangenen wie in vielen anderen Dörfern des Sauerlandes. Im Dorf durfte auch eine Wache aus drei, später zwei, Mann mit Knüppeln aufgestellt werden. Diese Wache erhielt weiße Armbinden und US-Ausweise.
Im Zweiten Weltkrieg fielen drei Rixener als Soldaten, und einer starb 1942 in sowjetischer Gefangenschaft.
Ein großes Problem wurde nach Kriegsende der Zuwandererstrom der Flüchtlinge aus den Ostgebieten. 1945 gründete der Unternehmer Adolf Schroer in zwei Hallen eine Fabrik. So wurden kurzfristig in dem damals 160 Einwohnerdorf ca. 25 Arbeitsplätze geschaffen. Fast aus jeder Familie war ein Mitglied bei Schroer in Lohn und Brot. Auch nach der Währungsreform wurden noch Ärmel- und Bügelbretter, Einlegesohlen aus Filz, Waldmoos und Kork hergestellt. Handelsunternehmen wie Kaufhof und Karstadt gehörten zu den Abnehmern.
Im Zuge der kommunalen Neugliederung in Nordrhein-Westfalen verlor Rixen diese Selbstständigkeit und wurde am 1. Januar 1975 ein Ortsteil von Brilon.

## Wappen
| Wappen der ehemaligen Gemeinde Rixen | Blasonierung: In Blau fünf kranzweise gestellte silberne Rosen mit roten Butzen und Kelchblättern. Beschreibung: Die fünf Rosen sind dem Wappen der Herren von Honrode entnommen, die in Rixen Lehensträger der Grafen von Arnsberg waren. Die Lehnshoheit der Grafen von Arnsberg wird durch die Farben Blau und Silber bekundet. Die amtliche Genehmigung erfolgte am 23. Februar 1954. |

## Kultur und Sehenswürdigkeiten

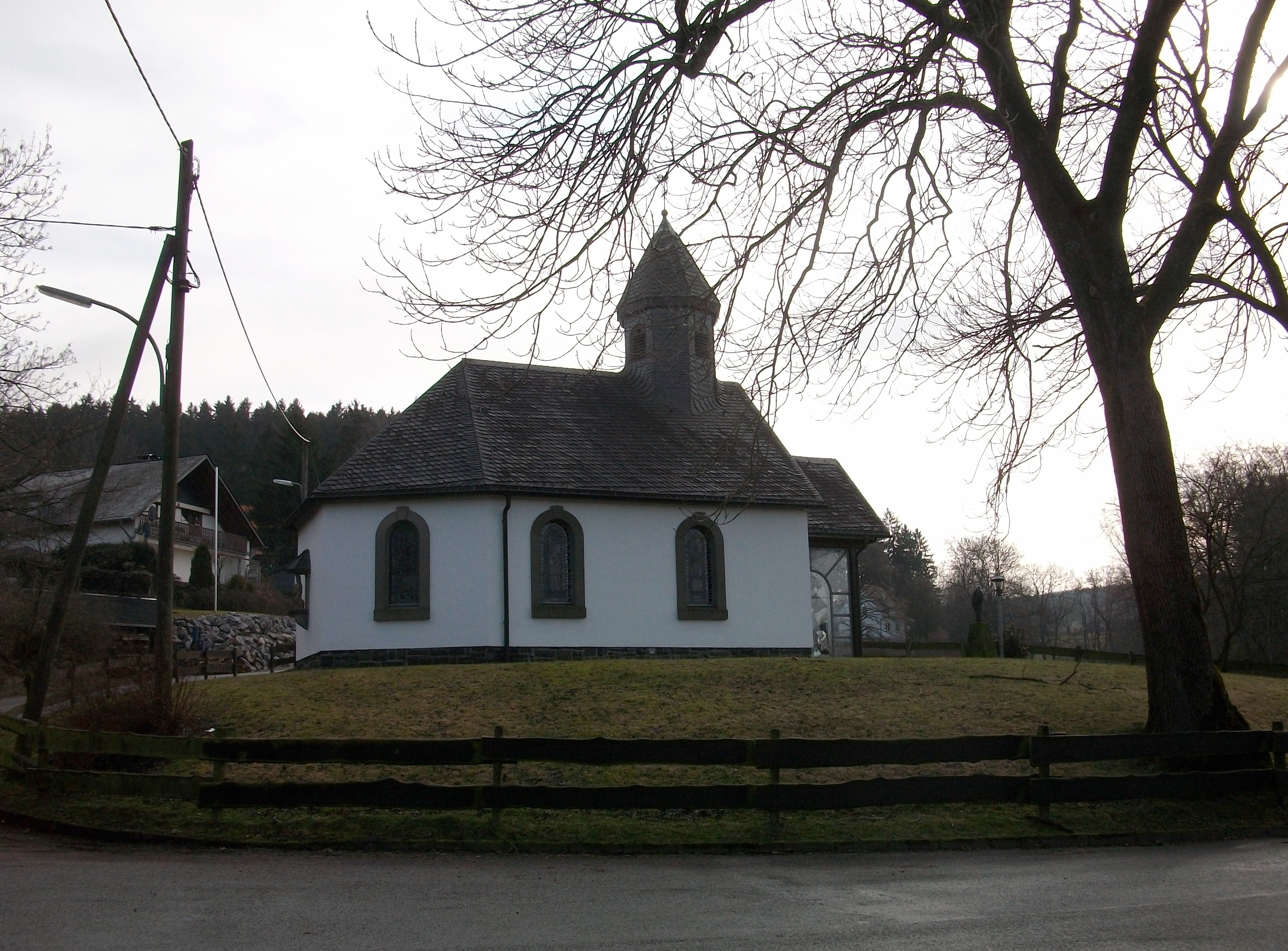
Hubertuskapelle
Sehenswert ist die 1987 eingeweihte Kapelle, die vom Bildhauer und Maler Ernst Suberg aus Elleringhausen gestaltet wurde. Nach Subergs Tod führte dessen Sohn Jürgen die Arbeiten fort. Finanziert wurde die Kapelle fast ausschließlich durch Spenden und Eigenleistungen der Rixener Bevölkerung.
Auferstehungskreuz
Das 1992 auf den Woltenberg errichtete neue Auferstehungskreuz wurde vom Bildhauer Jürgen Suberg aus einem einzigen Eichenstamm gestaltet und steht somit in  Verbindung zur schon erwähnten Hubertuskapelle. Das Kreuz ist ein Gabel- und Siegerkreuz. Die V-förmig aufstrebenden Arme symbolisieren das Zeichen für Victorie (Sieg). Dies ist eine überlieferte Form aus der romanischen Kunst. Christus ist in Siegerhaltus dargestellt.